# Aokas
Aokas (în arabă أوقــاس) este o comună din provincia Béjaïa, Algeria.
Populația comunei este de 15.989 de locuitori (2008).